# Stéphane Plancque
Pour les articles homonymes, voir Plancque.
Stéphane Plancque, né le 6 janvier 1961 à Caen, est un ancien footballeur professionnel français. Il évoluait au poste de milieu offensif.

## Biographie

### Carrière en club
Il est baigné dans l'univers du football dès sa naissance puisque son père, Claude Plancque, porte notamment les couleurs de Caen et entraîne le club de Calais lors de la jeunesse de Stéphane. Jeunesse passée en compagnie de son frère, Pascal, avec lequel il évolue au LOSC.
Après des débuts à Lambersart, Stéphane Plancque rejoint donc le centre de formation du LOSC, où il porte pendant 10 saisons les couleurs l'équipe première, de 1977 à 1987. Il fait ses débuts avec l’équipe première en janvier 1978, à l’âge de 17 ans (et 0 mois), lors d’un match de coupe de France contre Hautmont. Avec Lille, Stéphane disputera 200 matches en D1 (12 buts), 30 matches (6 buts) en coupe de France, 10 matches en coupe de la Ligue et 8 matches (1 but) en tournoi de la CUDL.
Il joue ensuite à Strasbourg, Brest et Bordeaux, avant de terminer sa carrière à Toulouse.
Au total, Stéphane Plancque dispute 298 matchs Division 1 et 50 matchs en Division 2, remportant au passage 3 titres de champion de D2.

### Carrière internationale
Il est international français -19 ans. En 1979, il atteint les demi-finales du championnat d'Europe, au côté de garçons comme William Ayache et Yannick Stopyra qui feront le bonheur de la France lors du mondial en 1986. La France est sèchement éliminée 0-3 par le futur vainqueur, la Yougoslavie, avant de perdre aux tirs au but face à l'Angleterre lors du match de classement.

### Reconversion
Titulaire du BE 1er degré, Stéphane fait sa première expérience d'entraîneur avec l'équipe senior de Lormont (DH). En 2008, il devient directeur sportif d'Annœullin puis retrouve le banc en 2009, avec son équipe première (PHR)
En 2011, il mène l'équipe en demi-finale de la Coupe de la ligue Nord Pas de Calais pour la première fois de son histoire, s'inclinant face à Aulnoye aux tirs au but. (1-1, 2 tab à 4).
Par ailleurs, il est désormais responsable commercial d'une société basée à Lille et spécialiste des terrains gazonnés et synthétiques.
Le 4 février 2016 il est appelé par Zinédine Zidane pour superviser les futurs adversaires du Real Madrid.

## Statistiques
| Saison      | Club               | Pays   | Championnat | Championnat | Championnat | Championnat  | Championnat  | Europe | Europe | Europe |
| Saison      | Club               | Pays   | Division    | Matchs      | Buts        | Carton jaune | Carton rouge | Coupe  | Matchs | Buts   |
| ----------- | ------------------ | ------ | ----------- | ----------- | ----------- | ------------ | ------------ | ------ | ------ | ------ |
| 1977 - 1978 | Lille OSC          | France | Division 2  | 2           | 0           | ?            | ?            | /      | -      | -      |
| 1978 - 1979 | Lille OSC          | France | Division 1  | 4           | 0           | ?            | ?            | /      | -      | -      |
| 1979 - 1980 | Lille OSC          | France | Division 1  | 15          | 0           | ?            | ?            | /      | -      | -      |
| 1980 - 1981 | Lille OSC          | France | Division 1  | 16          | 2           | ?            | ?            | /      | -      | -      |
| 1981 - 1982 | Lille OSC          | France | Division 1  | 29          | 1           | ?            | ?            | /      | -      | -      |
| 1982 - 1983 | Lille OSC          | France | Division 1  | 22          | 2           | ?            | ?            | /      | -      | -      |
| 1983 - 1984 | Lille OSC          | France | Division 1  | 32          | 4           | ?            | ?            | /      | -      | -      |
| 1984 - 1985 | Lille OSC          | France | Division 1  | 36          | 1           | ?            | ?            | /      | -      | -      |
| 1985 - 1986 | Lille OSC          | France | Division 1  | 27          | 1           | ?            | ?            | /      | -      | -      |
| 1986 - 1987 | Lille OSC          | France | Division 1  | 19          | 1           | ?            | ?            | /      | -      | -      |
| 1987 - 1988 | RC Strasbourg      | France | Division 2  | 9           | 0           | ?            | ?            | /      | -      | -      |
| 1988 - 1989 | RC Strasbourg      | France | Division 1  | 28          | 1           | ?            | ?            | /      | -      | -      |
| 1989 - 1990 | Brest Armorique FC | France | Division 1  | 32          | 1           | ?            | ?            | /      | -      | -      |
| 1990 - 1991 | Bordeaux           | France | Division 1  | 17          | 0           | ?            | ?            | C3     | 4      | 0      |
| 1991 - 1992 | Bordeaux           | France | Division 2  | 27          | 1           | ?            | ?            | /      | -      | -      |
| 1992 - 1993 | Bordeaux           | France | Division 1  | 13          | 0           | ?            | ?            | /      | -      | -      |
| 1993 - 1994 | Bordeaux           | France | Division 1  | 8           | 0           | ?            | ?            | /      | -      | -      |
| 1994 - 1995 | Toulouse FC        | France | Division 2  | 12          | 0           | ?            | ?            | /      | -      | -      |

## Palmarès
- 1978 : Champion de France de D2 avec Lille
- 1988 : Champion de France de D2 avec Strasbourg
- 1992 : Champion de France de D2 avec Bordeaux